# Noce i sny
Noce i sny – album muzyczny Magdy Umer wydany w 2010 roku.

## Lista utworów
1. „Jak zatrzymać tę chwilę” sł. J. Przybora, muz. J. Wasowski
2. „Ocalić od zapomnienia” sł. K.I. Gałczyński, muz. Marek Grechuta
3. „Artysty smutny walc” sł. W. Młynarski, muz. W. Borkowski
4. „Luna srebrnooka” sł. A. Osiecka, muz. Seweryn Krajewski
5. „Wszystko dla Twej miłości” sł. i muz. M. Grechuta
6. „Walc z filmu «Noce i dnie»” sł. A. Osiecka, muz. W. Kazanecki
7. „O miłość” sł. A. Poniedzielski, muz. J. Satanowski
8. „Miłość w Portofino” sł. A. Osiecka, muz. F. Buscaglione
9. „Już nigdy” sł. A. Włast, muz. J. Petersburski
10. „Szkoda róż” sł. J. Kofta, muz. J. Loranc
11. „Ach Panie, Panowie” sł. A. Osiecka, muz. B. Okudżawa
12. „Miłość do panny przedwojennej” sł. J. Przybora, muz. A. Sławiński
13. „Życie nie stawia pytań” sł. A. Osiecka, muz. S. Krajewski
14. „Najcichszy tekst” sł. J. Przybora, muz. M. Legrand
15. „Kołysanka dla babci” sł. A. Osiecka, muz. E. Kornecka
16. „Śnie, który uczysz umierać człowieka” sł. Jan Kochanowski, muz. M. Grechuta
17. „Kołysanka z filmu «Rosemary’s Baby»” muz. K. Trzciński